# Segunda División de Chile 1980
Segunda División de Chile 1980 var 1980 års säsong av den näst högsta nationella divisionen för fotboll i Chile, som vanns av San Luis de Quillota som således tillsammans med andraplacerade Ñublense gick upp i Primera División (den högsta divisionen), medan Santiago Morning och Deportes La Serena gick till uppflyttningskval. Segunda División 1980 bestod av 22 lag där alla mötte varandra två gånger, vilket gav totalt 42 matcher per lag. Efter dessa 42 matcher gick de två främsta lagen upp en division och lag 3 och 4 till uppflyttningskval. De två sista lagen flyttades ner en division.

## Tabell
Lag 1–2: Uppflyttade till Primera División.
Lag 3–4: Till uppflyttningskval.
Lag 21–22: Nedflyttade.
Deportes Arica, Deportes Ovalle och San Luis de Quillota fick en extrapoäng vardera för att ha kommit till semifinal i Copa Chile 1980 - Segunda División, medan Huachipato fick två extrapoäng för att ha vunnit densamma.
| Nr | Lag                  | S  | V  | O  | F  | GM | IM | MS  | P  |
| -- | -------------------- | -- | -- | -- | -- | -- | -- | --- | -- |
| 1  | San Luis de Quillota | 42 | 21 | 15 | 6  | 72 | 41 | +31 | 59 |
| 2  | Ñublense             | 42 | 20 | 15 | 7  | 70 | 45 | +25 | 55 |
| 3  | Santiago Morning     | 42 | 19 | 13 | 10 | 67 | 49 | +18 | 51 |
| 4  | Deportes La Serena   | 42 | 15 | 19 | 8  | 57 | 45 | +12 | 50 |
| 5  | Huachipato           | 42 | 16 | 15 | 11 | 58 | 49 | +9  | 48 |
| 6  | Deportes Arica       | 42 | 18 | 11 | 13 | 64 | 60 | +4  | 47 |
| 7  | Deportes Antofagasta | 42 | 15 | 16 | 11 | 67 | 52 | +15 | 46 |
| 8  | Malleco Unido        | 42 | 15 | 15 | 12 | 59 | 57 | +2  | 45 |
| 9  | Deportes Linars      | 42 | 14 | 16 | 12 | 61 | 53 | +8  | 44 |
| 10 | Unión La Calera      | 42 | 14 | 14 | 14 | 53 | 61 | −8  | 42 |
| 11 | San Antonio Unido    | 42 | 15 | 11 | 16 | 68 | 61 | +7  | 41 |
| 12 | Iberia               | 42 | 14 | 13 | 15 | 66 | 65 | +1  | 41 |
| 13 | Talagante-Ferro      | 42 | 13 | 14 | 15 | 60 | 63 | −3  | 40 |
| 14 | Cobresal             | 42 | 15 | 9  | 18 | 60 | 64 | −4  | 39 |
| 15 | Unión San Felipe     | 42 | 13 | 12 | 17 | 53 | 62 | −9  | 38 |
| 16 | Regional Atacama     | 42 | 13 | 12 | 17 | 58 | 71 | −13 | 38 |
| 17 | Colchagua            | 42 | 11 | 15 | 16 | 49 | 54 | −5  | 37 |
| 18 | Rangers              | 42 | 11 | 12 | 19 | 44 | 58 | −14 | 34 |
| 19 | Deportes Ovalle      | 42 | 11 | 12 | 19 | 44 | 58 | −14 | 34 |
| 20 | Trasandino           | 42 | 10 | 14 | 18 | 47 | 65 | −18 | 34 |
| 21 | Independiente        | 42 | 11 | 12 | 19 | 52 | 75 | −23 | 34 |
| 22 | Curicó Unido         | 42 | 9  | 13 | 20 | 42 | 66 | −24 | 31 |

## Uppflyttningskval
Lag 1–2: Uppflyttade till Primera División.
| Nr | Lag                | S | V | O | F | GM | IM | MS | P |
| -- | ------------------ | - | - | - | - | -- | -- | -- | - |
| 1  | Deportes Iquique   | 3 | 2 | 1 | 0 | 4  | 2  | +2 | 5 |
| 2  | Deportes La Serena | 3 | 0 | 3 | 0 | 4  | 4  | 0  | 3 |
| 3  | Deportes Aviación  | 3 | 0 | 2 | 1 | 6  | 7  | −1 | 2 |
| 4  | Santiago Morning   | 3 | 0 | 2 | 1 | 2  | 3  | −1 | 2 |